# 2-га сесія Комітету світової спадщини ЮНЕСКО
2-га сесія Комітету світової спадщини ЮНЕСКО проходила у Вашингтоні (США) з 5 по 8 вересня 1978 року під головуванням Девіда Гейлза (англ. David Hales), заступника помічника секретаря Департаменту внутрішніх справ США з питань риби, дикої природи і парків.
У сесії взяли участь делегації від 13 країн-учасниць Комітету світової спадщини, а також спостерігачі від 5 держав-сторін Конвенції про охорону світової культурної і природної спадщини, прийнятої 1972 року і 10 міжнародних урядових і неурядових організацій (Програма розвитку ООН, Світова продовольча програма, Організація американських держав, Міжамериканський банк розвитку, Міжнародна рада музеїв, Міжнародний союз архітекторів тощо). Ще три міжнародні організації — ICCROM, ICOMOS і IUCN — були запрошені до участі в роботі сесії у ролі радників.
Це перша сесія Комітету світової спадщини, на якій відбулося включення до списку об'єктів усесвітньої спадщини. На включення до списка було номіновано 33 культурних і природні об'єкти. Внаслідок роботи сесії до списка було внесено перші 12 об'єкти світової спадщини із 7 країн. Окрім того, на сесії було затверджено емблему світової спадщини.

## Об'єкти, внесені до Списку світової спадщини
| #  | Зображення | Офіційна назва | Місцезнаходження                                                              | № об'єкта, критерії                                                | Медіа               |
| -- | ---------- | --- | ----------------------------------------------------------------------------- | ------------------------------------------------------------------ | ------------------- |
| 1  |            | Галапагоські острови англ. Galápagos Islands | , провінція Галапагос                                                         | 1 [Архівовано 24 грудня 2018 у Wayback Machine.] vii, viii, ix, x  | Фото на Вікісховищі |
| 2  |            | Місто Кіто англ. City of Quito | , столичний округ Кіто                                                        | 2 [Архівовано 24 грудня 2018 у Wayback Machine.] ii, iv            | Фото на Вікісховищі |
| 3  |            | Кафедральний собор у місті Ахен англ. Aachen Cathedral | Німеччина, земля Північний Рейн-Вестфалія, адміністративний округ Кельн, Ахен | 3 [Архівовано 19 липня 2017 у Wayback Machine.] i, ii, iv, vi      | Фото на Вікісховищі |
| 4  |            | Національний історичний парк Л’Анс-о-Медоус англ. L’Anse aux Meadows National Historic Site | , провінція Ньюфаундленд і Лабрадор, о-в Ньюфаундленд                         | 4 [Архівовано 24 грудня 2018 у Wayback Machine.] vi                | Фото на Вікісховищі |
| 5  |            | Національний парк Симен англ. Simien National Park | , регіон Амхара, зона Північний Гондер                                        | 9 [Архівовано 24 грудня 2018 у Wayback Machine.] vii, x            | Фото на Вікісховищі |
| 6  |            | Скельні церкви Лалібели англ. Rock-Hewn Churches, Lalibela | , регіон Амхара, зона Північний Волло, Лалібела                               | 18 [Архівовано 24 грудня 2018 у Wayback Machine.] i, ii, iii       | Фото на Вікісховищі |
| 7  |            | Національний парк Наханні англ. Nahanni National Park | Північно-західні території, гори Макензі                                      | 24 [Архівовано 1 липня 2017 у Wayback Machine.] vii, viii          | Фото на Вікісховищі |
| 8  |            | Острів Ґоре́ англ. Island of Gorée | , область Дакар, муніципія Дакар                                              | 26 [Архівовано 24 грудня 2018 у Wayback Machine.] vi               | Фото на Вікісховищі |
| 9  |            | Стародавні індіанські поселення на плато Меса-Верде англ. Mesa Verde National Park | , штат Колорадо, округ Монтесума                                              | 27 [Архівовано 24 грудня 2018 у Wayback Machine.] iii              | Фото на Вікісховищі |
| 10 |            | Єллоустонський національний парк англ. Yellowstone National Park | штати Вайомінґ, Монтана, Айдахо                                               | 28 [Архівовано 24 лютого 2017 у Wayback Machine.] vii, viii, ix, x | Фото на Вікісховищі |
| 11 |            | Історичний центр Кракова англ. Cracow’s Historic Centre (2013 року перейменовано в Historic Centre of Kraków)                                                                                   | Польща Малопольське воєводство, Краків                                        | 29 [Архівовано 11 липня 2017 у Wayback Machine.] iv                | Фото на Вікісховищі |
| 12 |            | Соляна копальня Величка англ. Wieliczka — salt mine (після розширення 2013 року об'єкт отримав назву «Королівські соляні шахти Величка і Бохня» — англ. Wieliczka and Bochnia Royal Salt Mines) | Польща Малопольське воєводство, Величка, Бохня                                | 32 [Архівовано 24 квітня 2012 у WebCite] iv                        | Фото на Вікісховищі |